# Ilha Grande (Angra dos Reis)
Ilha Grande é uma ilha localizada no litoral sul do estado do Rio de Janeiro, integrante do município de Angra dos Reis. Seu maior assentamento é a Vila do Abraão. A ilha conta com uma população aproximada de 5 000 pessoas.
Os nativos da Ilha Grande são chamados badjecos, caiçaras ou ilhéus.

## Dados gerais

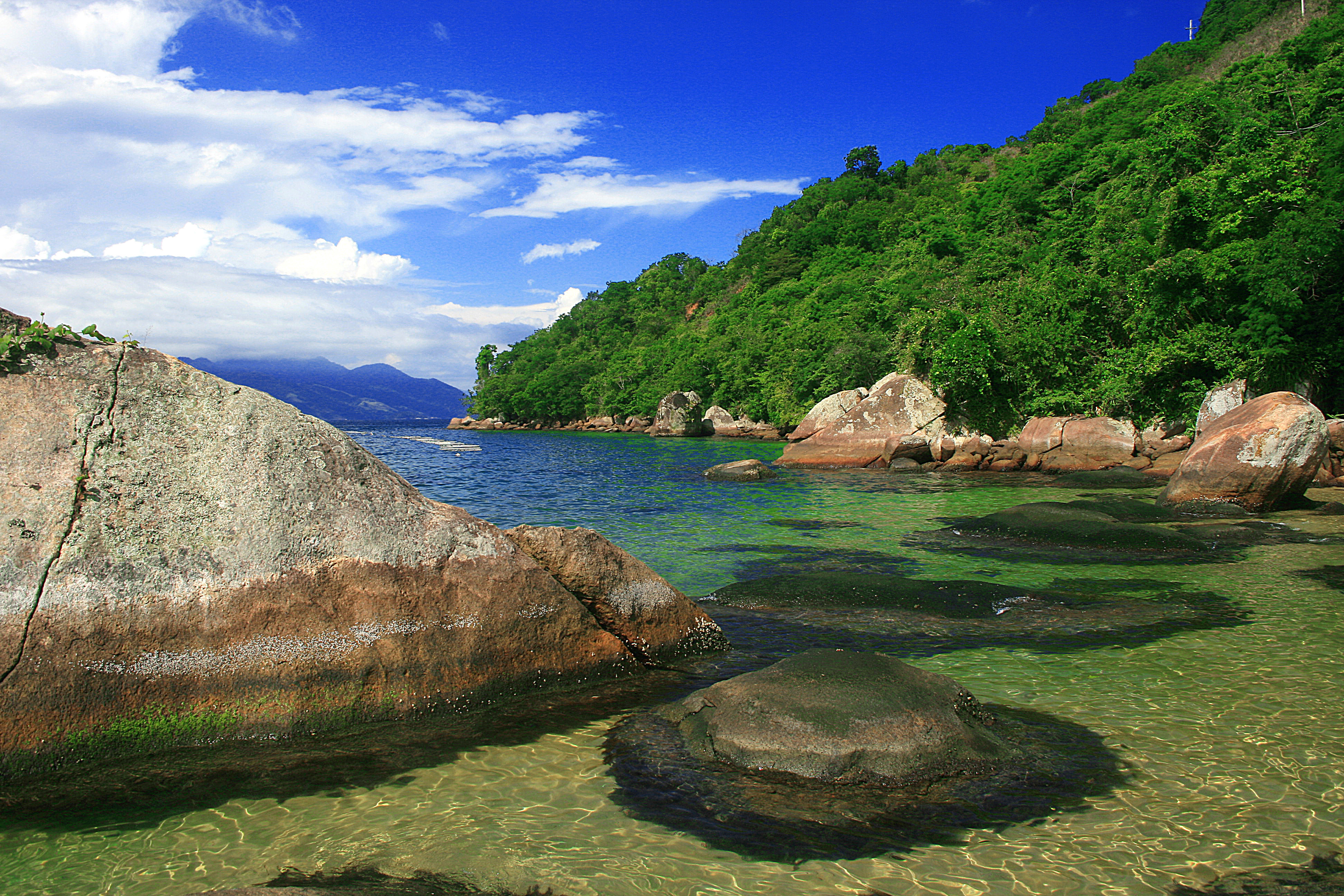
Praia da Feiticeira

A Ilha Grande é a maior ilha do estado do Rio de Janeiro e a sexta maior ilha marítima do Brasil. Possui uma área de 193 km², com relevo acidentado e montanhoso, cujas maiores elevações são o Pico da Pedra D'Água (1.031 metros) e o Pico do Papagaio (982 metros), sendo este o mais famoso, devido a sua forma pitoresca. As costas da ilha são recortadas por inúmeras penínsulas e enseadas (sacos), formando várias praias. Os sistemas ambientais são formados pela mata atlântica, mangue e restinga, e possuem valor excepcional pela sua biodiversidade.

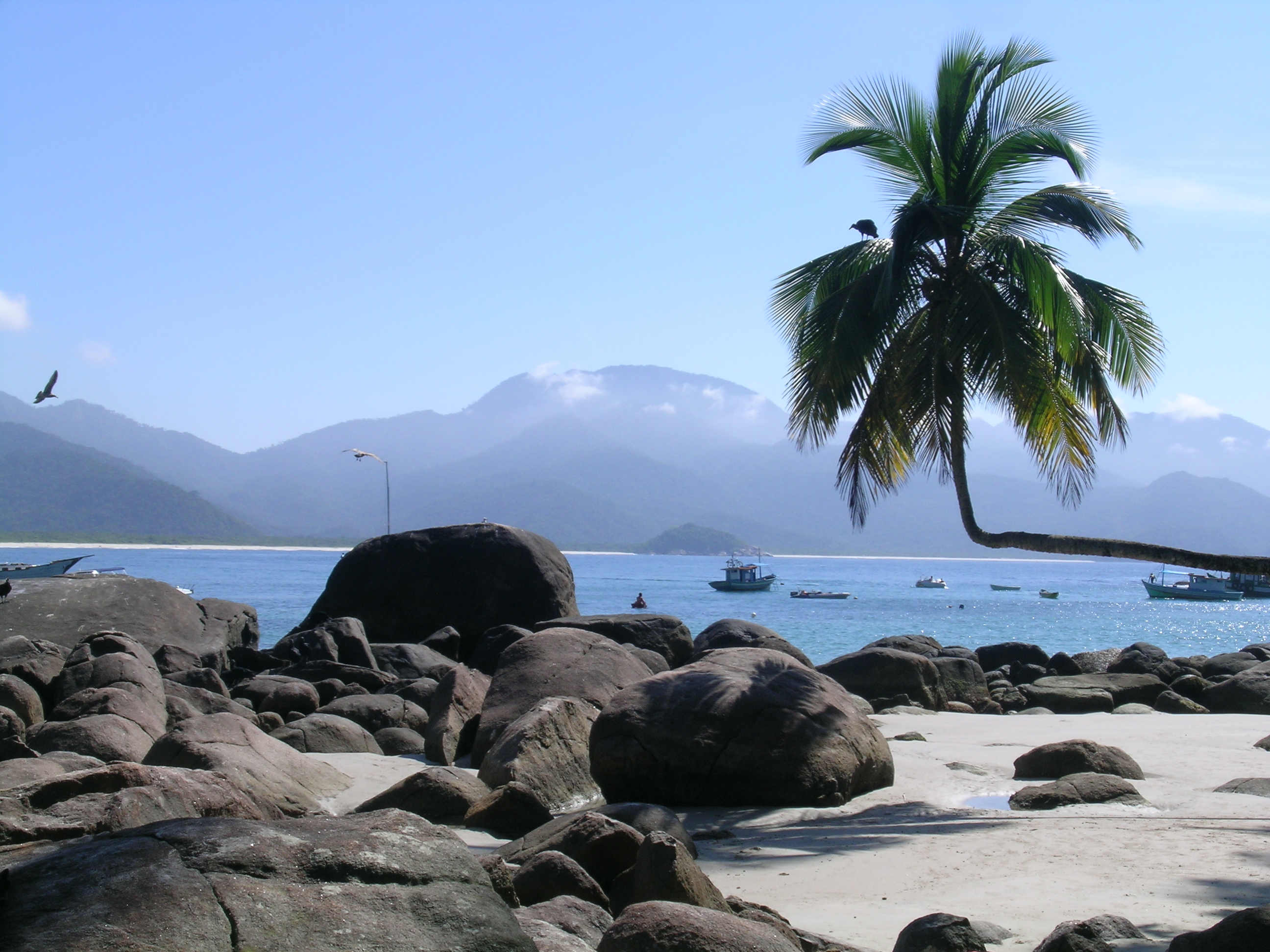
Praia do Aventureiro

O principal vilarejo é a Vila do Abraão, com aproximadamente 3 000 habitantes, onde se concentra a maior parte da infraestrutura da ilha, como posto de saúde, escola primária, posto dos correios e destacamentos do Corpo de Bombeiros e da Polícia Militar. Um serviço de barcas liga diariamente a Vila do Abraão com Angra dos Reis e Mangaratiba, no continente. A vila conta, também, com ampla oferta de pousadas, campings, bares, restaurantes e comércio para turistas. Há algumas outras pequenas comunidades espalhadas pela ilha, também dotadas de infraestrutura turística, como a Praia Vermelha, a Enseada do Bananal e a Praia do Japariz.
As atividades econômicas giram em torno da pesca e, principalmente, do turismo. A ilha oferece, atualmente, muitas alternativas turísticas: passeios de barco, praias com águas calmas para mergulho em família, praias destinadas à prática de esportes como o surfe, trilhas ecológicas por dentro da mata ao centro da ilha, mountain-bike, além de algumas atrações históricas.
Há na Ilha 4 unidades de conservação ambiental: o Parque Estadual da Ilha Grande, o Parque Estadual Marinho do Aventureiro, a Reserva Biológica Estadual da Praia do Sul (cujo acesso é somente permitido a pesquisadores e pessoas autorizadas pelo Instituto Estadual do Ambiente (Inea) e  a Área de Proteção Ambiental (APA) de Tamoios. Todas essas áreas visam a garantir a proteção da flora e fauna da grande reserva de mata atlântica existentes na ilha e da vida marinha  em seu entorno.

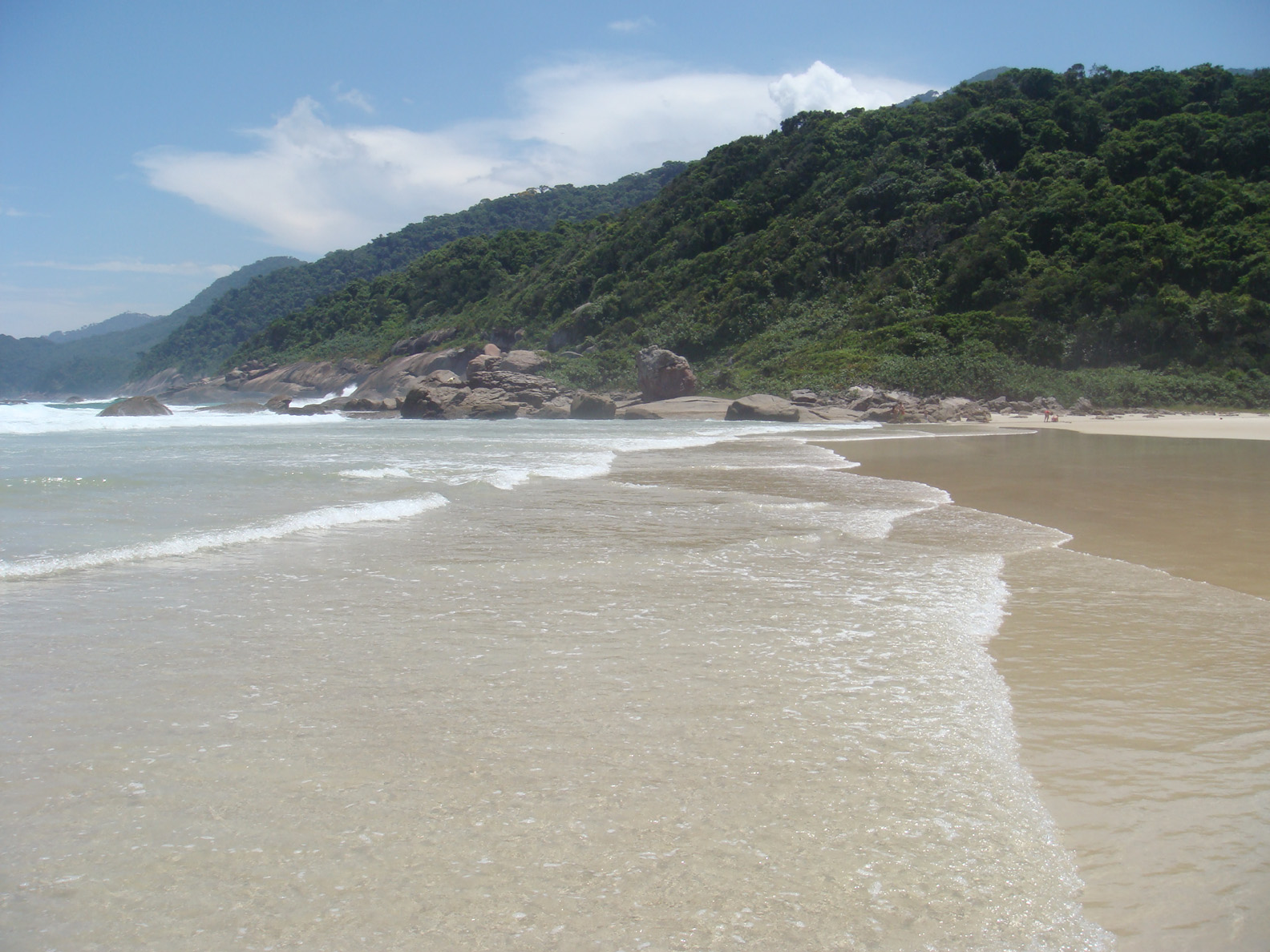
Praia de Lopes Mendes

## Topônimo
Ilha Grande já era assim chamada pelos índios Tamoios, que na língua Tupi era Ipaum Guaçu. Ipaum significa Ilha e Guaçu significa Grande. Esse registro deve-se ao aventureiro alemão Hans Staden,[carece de fontes?] que assim o registrou nos mapas publicados em sua obra em 1557. Padre Anchieta, o famoso catequista dos índios brasileiros, também registrou a presença dos Tamoios na Ilha. Segundo Anchieta, eles viviam em aldeias com cerca de seis ocas, totalizando aproximadamente 150 habitantes. Eram valentes guerreiros, ótimos flecheiros, caçadores, pescadores de linha e mergulho e viviam de modo distinto dos outros indígenas do continente, além de terem a sua linguagem também diferente.

## História
Inicialmente habitada pelos índios tamoios, que já a chamavam de Ippaun Wasu ("Ilha Grande"), foi avistada pelo navegador português Gonçalo Coelho em 6 de janeiro de 1502, dia de Reis - daí o nome da ilha. Ao longo do século XVI, houve diversos combates na região. Nesses combates, os portugueses, aliados aos tupiniquins, enfrentaram os franceses, aliados aos tamoios. Em 1559, a coroa portuguesa resolveu nomear Dom Vicente da Fonseca para administrá-la, o que só ocorreu, de fato, com o fim da guerra com os tamoios, em 1567.
Em meados do século XVI, começa uma longa e encarniçada guerra de resistência à colonização europeia, a Confederação dos Tamoios (1554 a 1567 - foi a segunda grande luta de resistência social havida na história do mundo, antecedida pela insurreição asteca, em 1520 - tendo sido, no entanto, de proporções e duração muito maiores), contra os invasores portugueses; os Tamoios tiveram ajuda dos franceses ("mair", como os chamavam os Tupinambás), enquanto que os portugueses (chamados de "peró") foram ajudados pelos índios Tupiniquins; bateram-se ao longo do litoral brasileiro numa surpreendente extensão que se alongou do Espírito Santo até São Paulo, tendo sido a região de Angra dos Reis um dos principais redutos da resistência indígena, fato que retardou a sua colonização por mais de meio século.

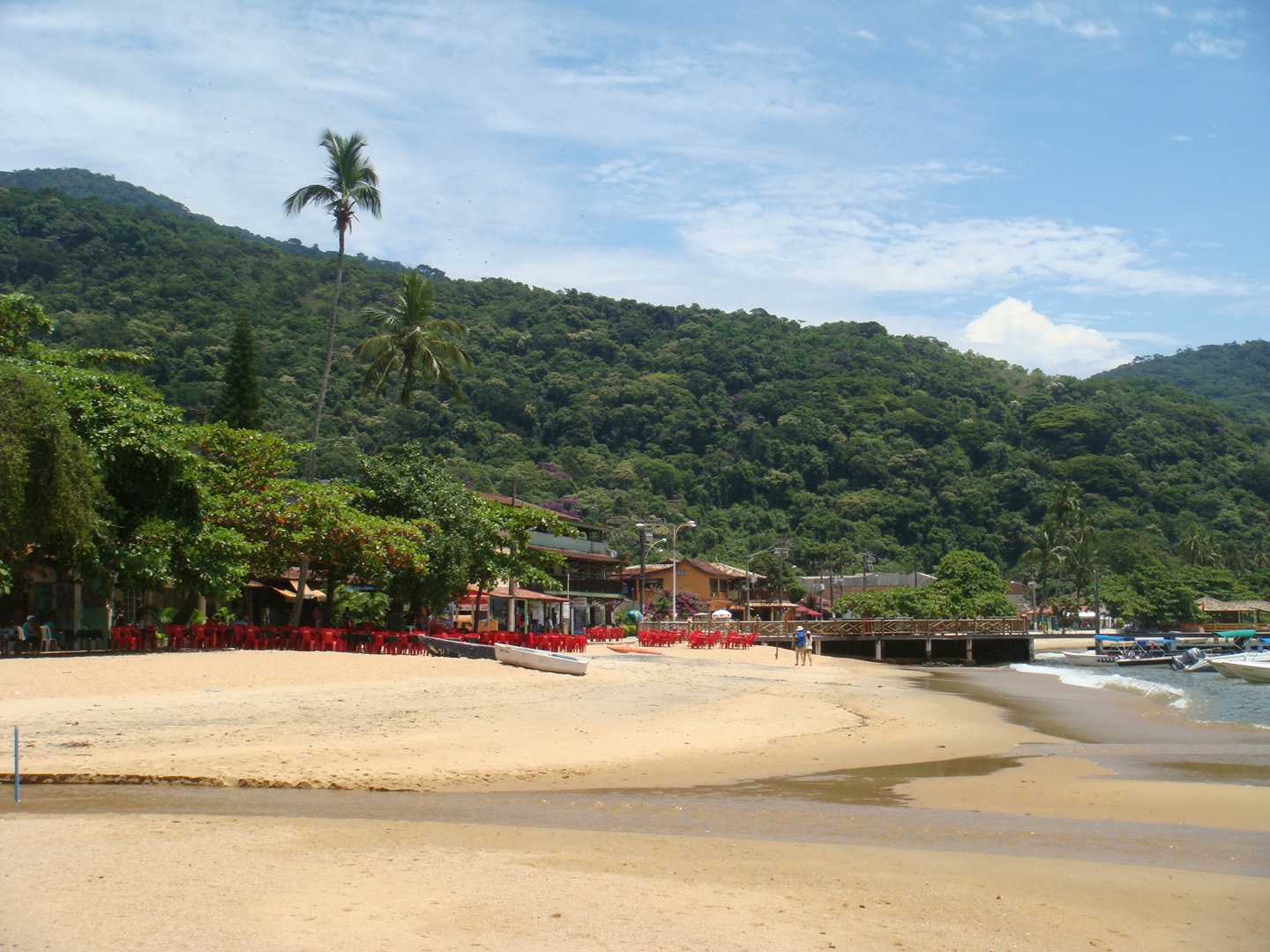
Praia na Vila do Abraão

A ilha foi atacada em 15 de dezembro de 1591 pelo corsário inglês Thomas Cavendish, que saqueou os viveres e pertences da população local e ateou fogo em suas residências, rumando em seguida para Ilha Bela para organizar seu ataque à Vila de Santos.
A dificuldade em administrar a ilha e em impedir ataques de contrabandistas e corsários forçou a transferência de sua administração da capitania de São Paulo e Minas de Ouro para a capitania Real do Rio de Janeiro em 1726, a pedido do governador Luís Vaía Monteiro. Nesse período, a ilha começou a desenvolver as culturas de cana de açúcar e café, que se estenderiam até a última década do século XIX, intensificando sua colonização, quer com a fundação de fazendas, como também de pequenas vilas. Como a mão-de-obra trazida para o local era composta mormente por africanos escravizados, esta tornou-se uma das principais rotas de tráfico escravista dos períodos colonial e imperial do Brasil.
No ano de 1803, a ilha passou à condição de freguesia, com o nome de Santana da Ilha Grande de Fora, ganhando autonomia jurídica em relação a Angra dos Reis. Em 1863, o imperador Dom Pedro II fez sua primeira visita à ilha Grande, onde comprou a Fazenda do Holandês, local onde seria instalado o Lazareto, instituição que servia de centro de triagem e de quarentena para os passageiros enfermos que chegavam ao Brasil e, posteriormente, um sanatório para doentes de hanseníase.
No século XIX, D. Pedro II visitou a Ilha Grande. Ele ficou encantado pela sua beleza e tranquilidade e resolveu adquirir a Fazenda do Holandês (hoje, Vila do Abraão) e a de Dois Rios. Na Fazenda do Holandês foi construído o Lazareto, que serviu de centro de triagem e quarentena para os passageiros enfermos que chegavam ao Brasil (mais especificamente nos casos de cólera) chegando a atender mais de quatro mil embarcações durante seus 28 anos de funcionamento.
A água para abastecer o Lazareto foi desviada do Córrego do Abraão, sendo para tanto construída uma barragem e o Aqueduto, um dos monumentos de maior importância histórica da Ilha Grande. Existe, ainda hoje, perto da barragem, o banco de pedra, denominado "Banco de D. Pedro", utilizado pelo Imperador para descanso.
Em 1903 foi criada a Colônia Correcional de Dois Rios. Por outro lado, o Lazareto foi desativado, passando a funcionar como presídio político. Nos anos 1930, logo após o início do governo de Getúlio Vargas, deu-se a Revolução Constitucionalista de 1932, quando, então, todos os confinados do Lazareto foram transferidos para a colônia de Dois Rios, que passou a ser, em 1940, um presídio com capacidade para aproximadamente mil detentos, sendo, posteriormente, denominado Instituto Penal Cândido Mendes. Esse presídio se tornaria célebre quando da publicação de Memórias do cárcere, de Graciliano Ramos, que para lá foi encaminhado, como preso, durante a ditadura do Estado Novo (1937-1945).
Durante o regime militar de 1964, também foram transferidos presos políticos para o instituto, até o final da década de 1970, quando estes foram libertados e o presídio voltou a ter apenas presos comuns. A convivência dos presos políticos do regime militar com os presos comuns, dentro dos muros do presídio, é atribuída a origem do chamado "crime organizado", pontuando com acontecimentos marcantes, tais como, fugas de helicóptero e outros, com ampla cobertura da mídia nacional e internacional.
A atividade pesqueira veio substituir a agricultura decadente, no início da década de 30 do século XX, com a salga de peixe. Na década de 50, a pesca chega ao auge, quando chega a vinte o número de "fábricas de sardinha" instaladas na Ilha Grande
No ano de 1994, o Governo do Estado do Rio de Janeiro, através do Governador Leonel Brizola, faz a demolição da maior parte das dependências do presídio. Com a decadência da agricultura, inicia-se a regeneração de capoeiras nas áreas abandonadas e etapas superiores de sucessão vegetal.
Com a desativação do Presídio da Ilha Grande, inicia-se o desenvolvimento do turismo, que permanece até então.
A ilha passou, então, por dificuldades econômicas, já que as poucas lavouras ainda existentes se tornaram de subsistência. Além disso, houve um grande declínio nas atividades da indústria pesqueira nos anos 1980.
Em 1994, o presídio, que era fonte de insegurança para a população local devido às fugas de presos, foi demolido pelo governo fluminense. Após sua implosão, a Universidade do Estado do Rio de Janeiro obteve o direito de cessão da área e das benfeitorias que pertenciam ao presídio, inaugurando, no ano de 1998, o Centro de Estudos Ambientais e Desenvolvimento Sustentável.
Um fato marcante a respeito do presídio Cândido Mendes, situado em Dois Rios, foi a famosa fuga do traficante "Escadinha", realizada no ano de 1986 com o auxílio de um helicóptero. "Escadinha" cumpria pena de 30 anos por tráfico de drogas, mas em 31 de dezembro de 1985, conseguiu escapar do presídio e se isolar na Praia de Coroa Grande. De lá, "Escadinha" foi resgatado de helicóptero por Carlos Gregório (conhecido como "Gordo") que na época era ladrão de carros no Rio de Janeiro. A fuga foi largamente noticiada em vários veículos de informação, tornando-se um fato famoso a respeito da Colônia Penal Cândido Mendes de Ilha Grande.
Desde então, a economia da ilha tomou novo impulso e tem se baseado no turismo, sendo um dos locais mais procurados do estado do Rio de Janeiro para a prática de surfe, mergulho, mountain-bike, montanhismo, camping e trilhas.
Em 2001, os corredores de trilha Carlos Sposito e Giovanni Mello completaram uma volta em torno da ilha, correndo sem paradas. O tempo total desse desafio foi de 25h41min. Até o momento, esse feito não foi repetido.
No início de 2010, a ilha sofreu com vários deslizamentos consecutivos em razão do grande volume de chuvas.
Em 2011 os moradores da ilha uniram-se e não pouparam esforços para fortalecerem a realizações eventos tradicionais neste paraíso, como o Festival de Música e Ecologia da Ilha Grande, o festival de Cultura Japonesa na praia de Bananal.
Aos 5 dias de julho de 2019 a Ilha Grande tornou-se, junto com Paraty, o Primeiro Patrimônio Misto chancelado como patrimônio da humanidade em território Brasileiro, pois, neste território de grande relevância e exuberância natural, coexistem os remanescentes de seu processos de formação pré-histórica e histórica, aliados aos conhecimentos, tradições e modos-de-vida das suas populações tradicionais.

## O Sítio Misto Patrimônio Mundial-Paraty e Ilha Grande: cultura e biodiversidade
Com essa nomeação a região fica reconhecida como patrimônio natural e cultural, a área do Sítio Patrimônio Mundial compreende as seguintes unidades: o Parque Nacional da Serra da Bocaina, a Reserva Biológica Estadual da Praia do Sul, a Área de Proteção Ambiental de Cairuçu, o Centro Histórico de Paraty e o Morro da Vila Velha.
A cidade de Paraty já era integrante da Rede de Cidades Criativas da UNESCO na categoria gastronomia e após esse reconhecimento comprova a riqueza da diversidade local. A região se forma pelo intercâmbio das culturas indígena, africana e caiçara que se expressam nos bens culturais da cidade, Paraty engloba uma fusão de características próprias do patrimônio material e imaterial. Herança e vida de povos tradicionais que usam a terra e o mar de forma sustentável, demonstrando a interação do homem com o meio ambiente. Ao se unir à Ilha Grande, o sítio torna-se ainda mais representativo com áreas de beleza natural excepcional.
Critérios específicos apresentados ao Comitê do Patrimônio Mundial fizeram a área ser declarada de importância para toda a humanidade, já que a região se formou pelo intercâmbio entre as culturas indígena, africana e caiçara que se expressam nos bens que usam a terra e o mar de forma sustentável, demonstrando a interação do homem com o meio ambiente; assim como, o fato de conter habitats naturais importantes e significativos para a conservação da diversidade biológica. Assim, o território reconhecido como patrimônio natural e cultural, compreende as unidades de proteção ambiental: Parque Nacional da Serra da Bocaina (Paraty/RJ e Cuunha/SP), Reserva Biológica Estadual da Praia do Sul (Ilha Grande - Angra dos Reis/RJ); Parque Estadual da Ilha Grande (Ilha Grande - Angra dos Reis/RJ); Área de Proteção Ambiental de Cairuçu (Paraty/RJ); o Centro Histórico de Paraty e o Morro da Vila Velha (Paraty/RJ).
A Ilha Grande apresenta referências culturais materiais e imateriais remanescentes do seu povoamento pré-histórico e de seu histórico colonial; conjugadas aos costumes e cultura das populações tradicionais que ainda habitam seu território.
A cidade de Paraty integra a Rede de Cidades Criativas da UNESCO na categoria gastronomia, reconhecimento prévio que já comprovava a relevância internacional da diversidade local.  E o se unir à Ilha Grande, o sítio torna-se ainda mais representativo com áreas de grande riqueza e beleza naturais excepcionais.

### Conheça o sítio misto Patrimônio Mundial
Eis um breve descritivo do sítio misto segundo o IPHAN - Instituto do Patrimônio Histórico e Artístico Nacional:
Serra da Bocaina: ali se pode percorrer parte do Caminho do Ouro, observar a rica biodiversidade e apreciar a vista da baía da Ilha Grande a partir da Pedra da Macela; Parque Estadual da Ilha Grande: encontra-se uma variedade de oficinas líticas, vestígios pré-históricos de indígenas, que usavam rochas para polir e afiar seus instrumentos de pedra; Reserva Biológica da Praia do Sul: área de preservação máxima, é um santuário da fauna e flora marinhas, e praias bem preservadas; Área de Proteção Ambiental de Cairuçu: tem como principais atrativos praias e ilhas, o Saco do Mamanguá, cultura caiçara, quilombola e indígena, além do sítio histórico de Paraty-Mirim, tem sua paisagem marcada pela tradicional canoa caiçara; Centro Histórico de Paraty: palco de muitos festejos tradicionais, como a Festa do Divino Espírito Santo, registrada como patrimônio cultural brasileiro

### Por que é essencial o reconhecimento e a valorização de sítios mistos?
Muitas regiões possuem significados inestimáveis para a humanidade, pois possuem valor arquitetônico, arqueológico, histórico, etnográfico, paisagístico, científico e/ ou antropológico.
Os sítios mistos possuem características culturais e naturais que precisam ser preservadas para a manutenção e propagação da história local, bem como seus atores sociais e aprendizados de toda sua ancestralidade.
Respeitar e preservar esses locais é a garantia de que toda a carga cultural da região será preservada e perpetuada com o tempo.
Possuir em sua cidade, município, estado ou país, regiões reconhecidas pela UNESCO, significa que toda essa área possui um valor inestimável para toda nação e para a humanidade.
A ideia de criar essas chancelas surgiu em 1972, durante a 17ª reunião da Conferência Geral da Organização das Nações Unidas para a Educação, a Ciência e a Cultura. Eles temiam que diversos locais importantes desaparecessem com a evolução da vida social e econômica, e também por causa da deterioração natural que tudo sofre. O objetivo então era desenvolver um meio de proteger e conservar esses lugares.

### Componentes da candidatura
Paraty e Ilha Grande foram escolhidos porque possuem uma cultura viva, que interage de forma sustentável com o meio ambiente, respeitando a exploração dos recursos naturais, terrestres e aquáticos de forma que haja equilíbrio na relação cultura e natureza.
Área de delimitação do Sítio Misto Patrimônio Mundial Paraty e Ilha Grande: cultura e biodiversidade.
Aqui temos alguns exemplos de unidades de conservação de Paraty: Parque Nacional da Serra da Bocaina e a Área de Proteção Ambiental de Cairuçu, ambas unidades de conservação federais do Instituto Chico Mendes de Conservação da Biodiversidade (ICMBio), além das estaduais (Parque Estadual da Ilha Grande e a Reserva Biológica Estadual da Praia do Sul). Temos a fauna e da flora excepcionais que se encadeia com desses ambientes naturais, e que muitos só existem nessa região do planeta, como Fauna: espécies que estão sendo ameaçadas, como a onça-pintada (Panthera onca), o queixada (Tayassu pecari) entre outras família de primatas, incluindo o macaco-aranha (Brachyteles arachnoides),os tipos de invertebrados ameaçadas de extinção, realça dois gêneros de borboletas: Euselasia eberti, conhecida apenas de duas localidades em florestas de altitude da mata atlântica;  e Voltinia sanarita, habitante de campos de altitude. Flora: por ser território de grande biodiversidade, tem espécies inestimáveis de bromélias, (plantas natural das florestas tropicais).
Beleza natural e biodiversidade de Paraty
Na Ilha Grande encontramos o Parque Estadual da Ilha Grande, o Parque Estadual Marinho do Aventureiro, a Reserva Biológica Estadual da Praia do Sul (o acesso é restrito ou entrada com autorização pelo Instituto Estadual do Ambiente (Inea) e a Área de Proteção Ambiental (APA) de Tamoios, elas são unidades de conservação. Ilha Grande é um refúgio onde o bioma da Mata Atlântica ainda é preservado, com suas florestas, rios, lagoas, manguezais, fauna: as referências são as tartarugas marinhas, o caranguejo Maria-Farinha, os micos e os saguis. O local possui acesso fácil em trilhas.

## Objetivos de Desenvolvimento Sustentável-ODS e o Sítio Patrimônio Mundial
Importante ressaltar que a preservação do Bioma, como um todo, dialoga muito bem com os Indicadores dos Objetivos de Desenvolvimento Sustentável (ODS), principalmente quando pensamos em preservação, equilíbrio, respeito, justiça, sustentabilidade, como perspectivas para o futuro.
Para fins de exemplificação, um dos dezessete objetivos dos ODS é o Objetivo 6 - “Água potável e Saneamento” - que estabelece que até 2030 atores chaves da sociedade precisarão garantir em todo o mundo o acesso à água potável, e para que isso aconteça é fundamental investimento em infraestrutura adequada, acesso a saneamento e higiene. E nada melhor que proteger e recuperar o ecossistema do mundo. E por fazer parte de um patrimônio misto, é necessário ter um olhar mais atento em Paraty e Ilha Grande, onde por exemplo, é usado o Córrego do Bicão para abastecer grande parte da Vila do Abraão, porém ainda não possui um sistema adequado de tratamento de efluentes, o que requer soluções alternativas e sustentáveis por ser uma área insular. Já em Paraty a prefeitura querendo acabar com a precariedade que havia perante à isso fez com que eles tivessem o abastecimento de água potável na cidade, tratamento de esgoto coletado, tratamento de água e uma outra coisa essencial que foi o reforço no sistema de captação fazendo com que o volume da água aumentasse.
Essas regiões terem se tornado Patrimônio Mundial requerem cuidados para a sua preservação o que também contribui para que o acesso equitativo seja produzido, assim como ocorram mais ações de políticas públicas envolvendo a garantia de água e saneamento de forma segura a todos da localidade.

## Turismo na Ilha
A Ilha Grande é um ótimo lugar para quem deseja curtir um passeio de lancha com a família no fim de semana, ou dar um mergulho no intenso verde das praias. 

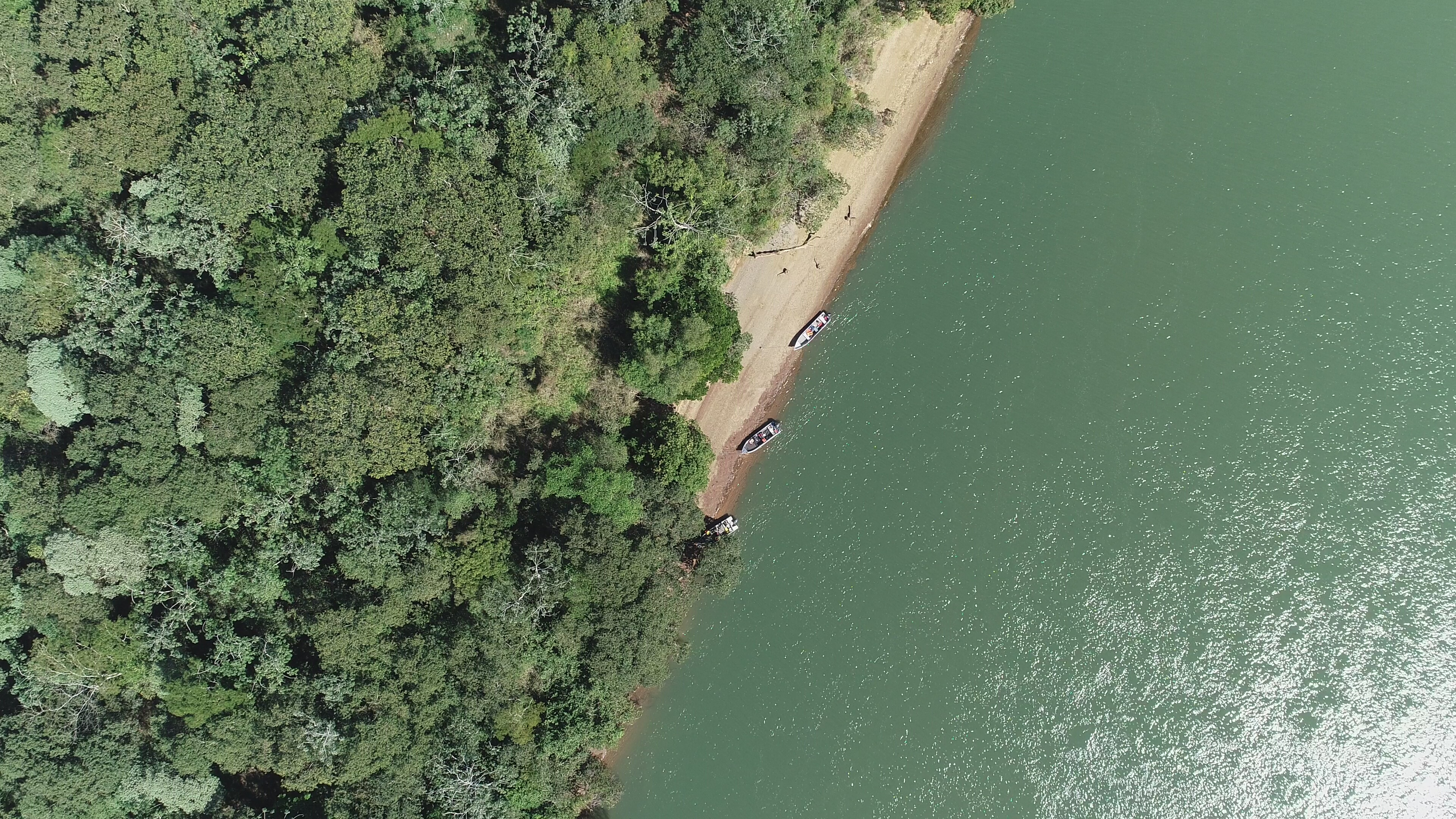
Parque Estadual da Ilha Grande

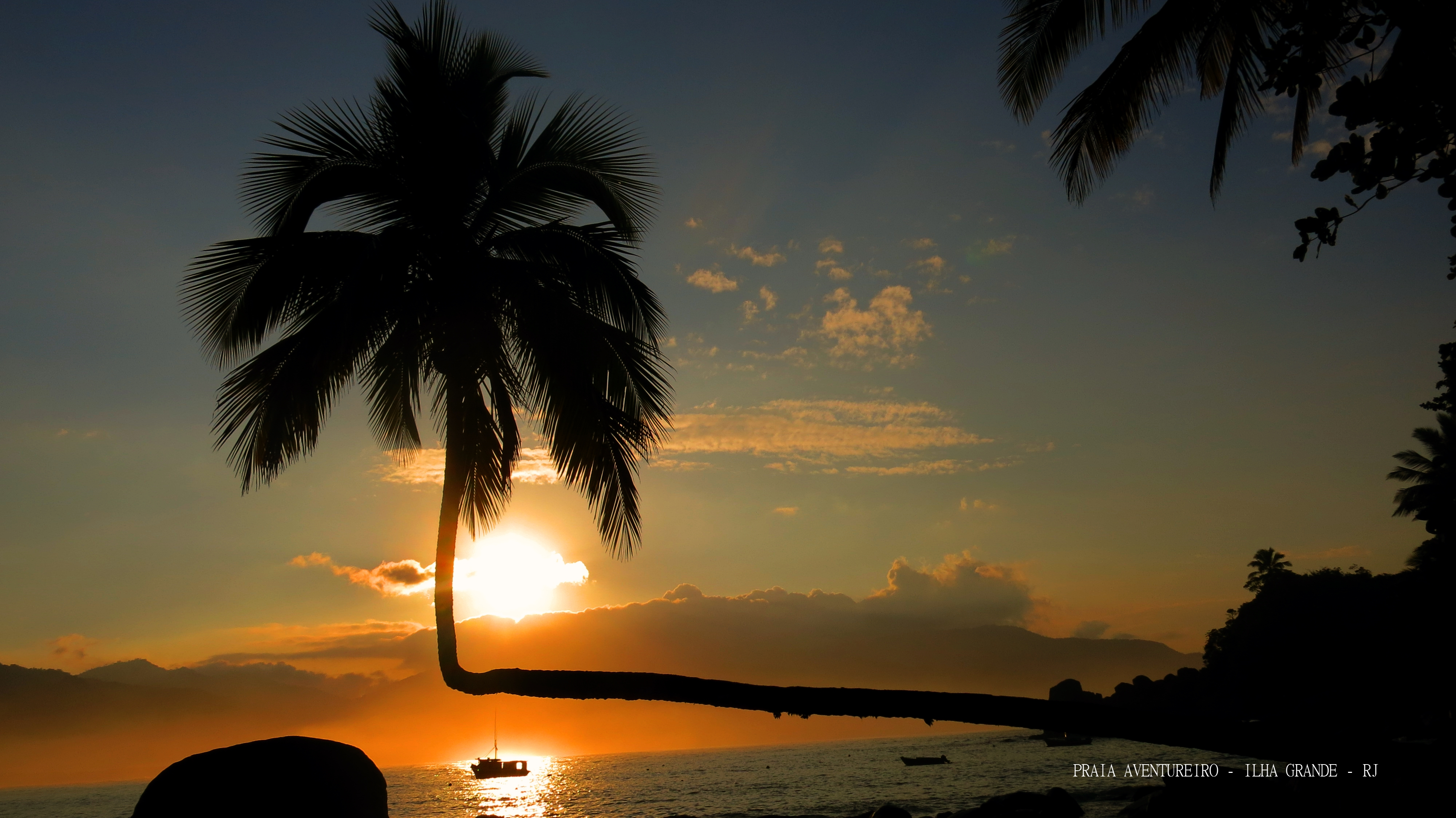
Por do Sol na Praia do Aventureiro

O turismo de Ilha Grande teve grandes modificações. Anos atrás o lugar ainda era muito rústico, considerado um local não tão frequentado como nos dias de hoje. Atualmente, o turismo é bem desenvolvido. Há ótimos lugares para a hospedagem dos turistas e visitantes, como hotéis, pousadas e campings. Também é possível encontrar uma diversa variedade de restaurantes e até algumas lojinhas de compras, caso queiram levar alguma lembrança da viagem.
Para àqueles que preferem ilhas desertas ou com pouca ocupação, não se preocupem! Há infraestrutura turística, porém só em algumas vilas; sendo a maior delas a Vila do Abraão, possuindo 3.000 habitantes.
Também estão disponíveis em Ilha Grande alguns pontos turísticos que não envolvem as belas praias. Esses pontos são mais procurados quando o tempo está fechado ou quando o mar está agitado. Sendo eles o Circuito do Abraão, o Aqueduto - Saco do Céu e a Cachoeira da Feiticeira, queda d'água mais visitada em Ilha Grande.
O turismo, apesar de seu grande valor, acaba sendo limitado em recursos. Assim, sua visita deve ser bem planejada antecipadamente, para o bem daqueles que ali moram. A APEB (oque é?) e as comunidades que habitam nos arredores estão empenhadas em desenvolver um turismo consciente e sustentável; visando sempre o bem estar e o que for melhor para a natureza e a preservação da cultura local.
As atrações mais procuradas e visitadas por turistas em Ilha Grande são as praias, cercadas por águas cristalinas e por um intenso verde da Mata Atlântica.

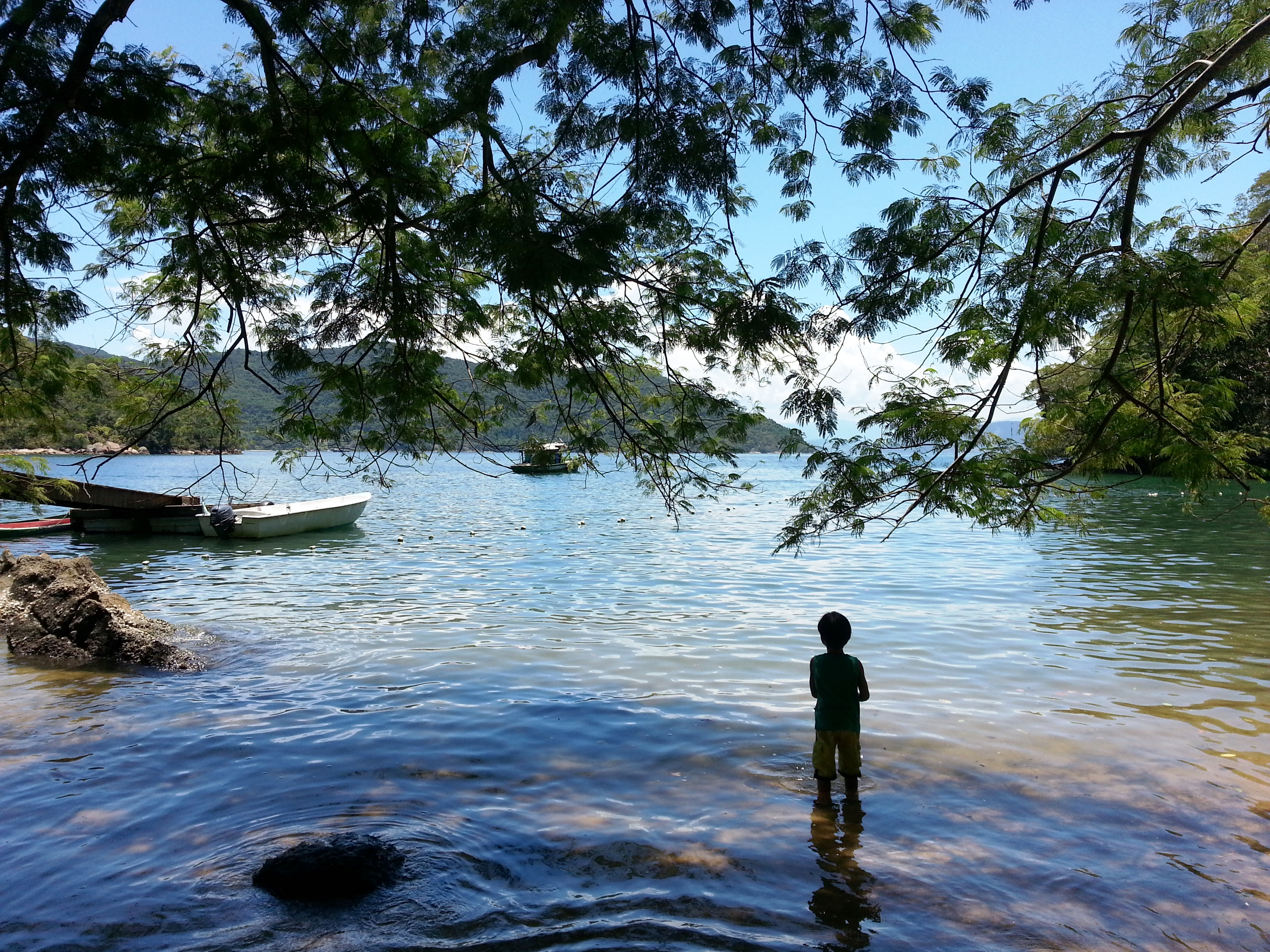
Vista da Ilha Grande

Praias paradisíacas que oferecem um visual espetacular e incríveis experiências, como os passeios de barco, lancha e as trilhas que levam às praias.
A Praia de Lopes Mendes, cujas águas são cristalinas, é uma das mais frequentadas e apreciadas pelos turistas. As diversas águas das praias de Ilha Grande são propícias para praticar o mergulho e snorkeling.
A Lagoa Azul é um dos pontos turísticos mais famosos de Angra e Ilha Grande. Não é uma lagoa, mas recebeu este nome por conta das ilhas ao redor.
As Ilhas Botinas são um ótimo ponto para mergulho de snorkel e máscara, dando para visualizar os peixinhos de diferentes cores e formas.

## Como Chegar a Ilha Grande
O acesso à Ilha Grande só pode ser alcançado de barco. Não há outra forma de locomoção pois não tem aeroportos no local e a entrada de automóveis não é permitida na Ilha.
Em Ilha Grande, há três rotas principais para embarcação: Mangaratiba, Conceição de Jacareí e Angra dos Reis. Sendo o de Mangaratiba mais próximo do Rio de Janeiro; rota mais próxima para quem vier pelos aeroportos Santos Dummont, Galeão ou pela Rodoviária Novo Rio, tendo o trajeto de barco mais longo e apenas 1 opção de horário por dia.
É recomendado ir a Conceição de Jacareí para aqueles que procuram e preferem um trajeto mais curto; possuindo também muitas opções de horários. Angra dos Reis também oferece diversos barcos; local recomendado para quem chega de Paraty e São Paulo.
Vale informar também que independente da sua escolha de embarque, o transporte terrestre só leva até essas regiões, nunca até Ilha Grande. Há ofertas de transfer particulares a partir do Rio de Janeiro, Arraial do Cabo, Cabo Frio e outras cidades do estado.
A duração dos trajetos varia de acordo com a escolha. A Vila do Abraão é o principal porto de chegada na Ilha Grande, onde ficam localizadas a maioria das pousadas. É lá onde desembarcam a maior parte dos turistas. Em média, uma viagem de barco até a Ilha varia de duração entre 15 minutos e 1 hora e meia, tudo depende da rota e do tipo de barco escolhido.

## Praias
- Abraão
- Palmas
- Lopes Mendes
- Aventureiro
- Dois Rios
- Longa
- Enseada das Estrelas
- Itaguaçu
- Parnaioca
- Meros
- Castelhanos
- Jurubá
- Funil
- Praia Vermelha
- Araçatiba
- Bananal
- Sítio Forte
- Lagoa Verde
- Lagoa Azul
- Saco do Céu
- Caxadaço
- Provetá
- Japariz